# Unione Sportiva Pro Italia 1939-1940
Questa voce raccoglie le informazioni riguardanti l'Unione Sportiva Pro Italia nelle competizioni ufficiali della stagione 1939-1940.

## Rosa
| N. |                   | Ruolo | Calciatore           |
| -- | ----------------- | ----- | -------------------- |
|    | Italia (bandiera) | C     | F. Arzeni            |
|    | Italia (bandiera) | A     | Edmondo Bellacicca   |
|    | Italia (bandiera) | A     | Antonio Bellucco     |
|    | Italia (bandiera) | D     | Salvatore Boccanfuso |
|    | Italia (bandiera) | A     | Giuseppe Carenza     |
|    | Italia (bandiera) | P     | Leonardo Costagliola |
|    | Italia (bandiera) | D     | G. De Bartolomeo     |
|    | Italia (bandiera) | A     | Enrico De Bernardi   |
|    | Italia (bandiera) | A     | Osvaldo Dimito       |
|    | Italia (bandiera) | C     | D. Fraccalvieri      |
|    | Italia (bandiera) | C     | Mario Frappi         |
|    | Italia (bandiera) | A     | Umberto Gigante      |
|    | Italia (bandiera) | C     | Francesco Lacerenza  |
|    | Italia (bandiera) | C     | F. Lingesso          |

| N. |                   | Ruolo | Calciatore        |
| -- | ----------------- | ----- | ----------------- |
|    | Italia (bandiera) | D     | Cataldo Lusso     |
|    | Italia (bandiera) | C     | Renato Meledandri |
|    | Italia (bandiera) | P     | Alvaro Natale     |
|    | Italia (bandiera) | C     | Mario Nevoli      |
|    | Italia (bandiera) | C     | Lorenzo Paradiso  |
|    | Italia (bandiera) | D     | Mario Parisi      |
|    | Italia (bandiera) | D     | Mario Salvati     |
|    | Italia (bandiera) | C     | Federico Sammarco |
|    | Italia (bandiera) | D     | G. Sammarco       |
|    | Italia (bandiera) | C     | Eugenio Santoro   |
|    | Italia (bandiera) | C     | Mario Silvestri   |
|    | Italia (bandiera) | A     | Antonio Simonetti |
|    | Italia (bandiera) | D     | Ettore Sogno      |
|    | Italia (bandiera) | A     | M. Sperati        |